# Дякую вам за куріння
«Дякую вам за куріння» (англ. Thank You for Smoking) — американський комедійно-драматичний кінофільм 2005 року режисера Джейсона Райтмана. Фільм був знятий за романом Крістофера Баклі «Дякую вам за куріння» (інший переклад — «Тут курять»). Головну роль у кінофільмі виконав Аарон Екгарт.

## Сюжет
Головний герой кінофільму «Дякую вам за куріння» Нік Нейлор працює лобістом американської сигаретної компанії. В той час, коли, здавалося б, увесь світ прекрасно знає, що сигарети вбивають людину, Нік Нейлор завдяки різноманітним софізмам замилює цьому світу очі й переконує в протилежному, виконуючи головне завдання компанії: зберігати таємниці й викривляти істину. І він дуже гарно справляється зі своєю роботою, лобіючи цигарку у кіно, у ток-шоу, ЗМІ тощо. Фільм демонструє його спосіб життя, світогляд і роботу і це все вдається зобразити у власній статті привабливій журналістці Гізер з газети «Вошингтон проуб» (англ. The Washington Probe). Нік Нейлор переспав з нею, а тому Гізер Голловей написала інформативну, чудову з точки зору журналістики статтю, в якій вона викрила всі подробиці життя Ніка. У житті Ніка почалась криза, оскільки стаття підірвала позиції не тільки тютюнових компаній, а й інших людей. Але згодом він долає кризу, бо в нього є друзі й син, який стежить за його кар'єрою і пишається своїм батьком. Врешті-решт, Нік успішно проходить сенаторські слухання і завдяки ораторській майстерності та власній гнучкості тримає себе достойно, але він збагнув, що син для нього важливіший за кар'єру, і у заяві журналістам після сенаторських слухань він оголошує, що більше не буде лобіювати цигарки. І він вчасно це зробив, оскільки цигарковий бізнес почав терпіти суттєві збитки.

## Критика
- Комедія, яка може сподобатись фанатам кіномистецтва і любителям кіно з попкорном.  — Susan Green, BOXOFFICE MAGAZINE

## Нагороди
Фільм був номінований двома «Золотими глобусами» і виграв у конкурсі Independent Spirit Award за найкращий кіносценарій.

## Особливості
Хоча у кінофільмі йдеться про куріння, у ньому не видно жодної особи, яка б курила. Єдиний виняток можна зустріти у сюжеті, який триває секунду, з Джоном Вейном, який був застрелений відразу після того, як закурив.

## У ролях
- Аарон Екгарт — Нік Нейлор
- Кемерон Брайт — Джої Нейлор
- Марія Белло — Поллі Бейлі
- Кеті Голмс — Гізер Голловей
- Роб Лоу — Джефф Мегелл
- Девід Кокнер — Боббі Джей Блісс
- Адам Броді — Джек
- Сем Елліотт — Лорні Луч
- Вільям Мейсі — сенатор Ортолен Фіністерр
- Маріанн Мюллерлейл — учителька
- Кім Діккенс — Джилл Нейлор
- Дж. К. Сіммонс — БР
- Роберт Дюваль — капітан
- Денніс Міллер — камео